# Zofia Jętkiewiczowa
Zofia Anna Maria Jętkiewiczowa z Rappaportów (ur. 11 marca 1879 w Petersburgu, zm. 26 stycznia 1945 w KL Ravensbrück) – polska nauczycielka, działaczka oświatowa i społeczna, radna Warszawy, członkini zarządu Narodowej Organizacji Kobiet.  

## Życiorys
Ukończyła Średni Zakład Naukowy Izabeli Smolikowskiej w Warszawie. Złożyła egzamin nauczycielski przy gimnazjum męskim. Ukończyła również Szkołę Pracy Domowej Kobiet Jadwigi Zamoyskiej w Kuźnicach. Studiowała na Uniwersytecie Jagiellońskim, lecz ostatecznie ukończyła polonistykę na Uniwersytecie Warszawskim, a także Państwowy Instytut Pedagogiczny.                    
Od 1894 pracowała jako nauczycielka udzielając lekcji w ramach tajnych kompletów w ramach Uniwersytetu Latającego. Od 1904 nauczała w Uniwersytecie Ludowym Polskiej Macierzy Szkolnej w Poznaniu. W latach 1908-1914 prowadziła szkoły dla dzieci polskich przy Towarzystwie Dobroczynności w Rydze. Była również wiceprzewodniczącą gniazda Towarzystwa Opieki nad Dziećmi w Łodzi. Działała w harcerstwie – była opiekunką drużyny żeńskiej. Udzielała się także w Polskim Czerwonym Krzyżu.                    
Po wybuchu I wojny światowej organizowała w 1915 przedszkola dla uchodźców z ramienia Centralnego Komitetu Obywatelskiego. Od 1915 do 1920 przebywała w Moskwie, gdzie również organizowała opiekę nad najmłodszymi.                    
W 1920 była członkinią Służby Narodowej, gdzie kierowała przesyłem paczek dla żołnierzy na froncie. Z ramienia Narodowej Organizacji Kobiet działała podczas plebiscytu na Górnym Śląsku. W 1921 wzięła udział w wiedeńskim kongresie Ligi Kobiet Wolności i Pokoju. Pracowała w Prywatnym Gimnazjum i Liceum p. w. Św. Kazimierza Stowarzyszenia Oświatowego „Unia” w Warszawie. W okresie międzywojennym była długoletnią członkinią zarządu Towarzystwa Nauczycieli Szkół Średnich i Wyższych, gdzie należała m.in. do komisji rozjemczej. Była członkinią zarządu Narodowej Organizacji Kobiet, Rady Narodowej Polek i Katolickiego Związku Polek. W 1927 została wybrana radną Warszawy z listy Komitetu Obrony Polskości Warszawy. Należała do koła Narodowo-Gospodarczego. Była członkinią komisji oświatowej. Radną była do 1932 roku, kiedy to złożyła mandat zostając dyrektorką gimnazjum miejskiego. W 1928 była współzałożycielką Koła Filistrowych Arkonii, które składało się z żon, córek, matek i sióstr filistrów Korporacji Akademickiej Arkonia. Była też wiceprzewodniczącą koła Kuźniczanek. W 1939 była członkinią Wydziału Bibliotek i Oceny Książek Zarządu Głównego Polskiej Macierzy Szkolnej.                                        
Podczas II wojny światowej brała udział w działalności konspiracyjnej. Uczestniczyła w tajnym nauczaniu. Została aresztowana przez Niemców 15 maja 1943 w kawiarni Fuchsa przy ul. Filtrowej. Została osadzona na Pawiaku, skąd niedługo później ją zwolniono. Podczas powstania warszawskiego została w sierpniu 1944 wywieziona do obozu koncentracyjnego w Ravensbrück. Tam również angażowała się w tajne nauczanie więźniarek.                    
Zmarła 26 stycznia 1945 w KL Ravensbrück. Została pochowana na cmentarzu Powązkowskim (kwatera 59-4-25).

## Rodzina
Pochodziła z rodziny żydowskiej. Była córką Feliksa Rappaporta i Justyny z Bauerertzów. Jej bratem był sędzia Sądu Najwyższego Emil Stanisław Rappaport. 16 czerwca 1903 wyszła za mąż za inżyniera Lucjana Mariana Jętkiewicza. Mieli razem trzy córki: Marię, żonę Stanisława Peszyńskiego, a następnie posła Stanisława Dąbrowskiego, Teresę po mężu Rządkowską i Krystynę po mężu Żebrowską. 

## Publikacje
- Schematy do pogadanek historycznych (1916)
- O wpływie rodziców na przyrodzone wartości dzieci (1929)
- Pytania i zadania sprawdzające lekturę domową ucznia w zakresie powieści polskiej 19 wieku (1929)
- Adam Asnyk: (w stulecie urodzin) (1938)

## Ordery i odznaczenia
- Medal Niepodległości (17 marca 1932)[13]